# Englische Rugby-Union-Meisterschaft 2016/17
Die Saison 2016/17 von Premiership Rugby war die 30. Saison der obersten Spielklasse der englischen Rugby-Union-Meisterschaft. Aus Sponsoringgründen trug sie den Namen Aviva Premiership. Sie begann am 2. September 2016, umfasste 22 Spieltage (je eine Vor- und Rückrunde) und dauerte bis zum 6. Mai 2017. Anschließend qualifizierten sich die vier bestplatzierten Mannschaften für das Halbfinale, die Halbfinalsieger trafen am 27. Mai 2017 im Finale im Twickenham Stadium aufeinander. Den Titel gewannen erstmals überhaupt die Exeter Chiefs.

## Aviva Premiership

### Tabelle
M = Amtierender Meister

P = Promotion (Aufsteiger) aus der RFU Championship
|     | Team               | Spiele | Siege | Unent. | Ndlg. | Spiel- punkte | Diff. | Bonus- punkte | Tabellen- punkte |
| --- | ------------------ | ------ | ----- | ------ | ----- | ------------- | ----- | ------------- | ---------------- |
| 01. | Wasps RFC          | 22     | 17    | 1      | 4     | 693:502       | + 191 | 14            | 84               |
| 02. | Exeter Chiefs      | 22     | 15    | 3      | 4     | 667:452       | + 215 | 18            | 84               |
| 03. | Saracens (M)       | 22     | 16    | 1      | 5     | 579:345       | + 234 | 11            | 77               |
| 04. | Leicester Tigers   | 22     | 14    | 0      | 8     | 576:445       | + 122 | 10            | 66               |
| 05. | Bath Rugby         | 22     | 12    | 0      | 10    | 486:440       | + 46  | 11            | 59               |
| 06. | Harlequins         | 22     | 11    | 0      | 11    | 532:526       | + 6   | 8             | 52               |
| 07. | Northampton Saints | 22     | 10    | 0      | 12    | 476:490       | − 14  | 12            | 52               |
| 08. | Newcastle Falcons  | 22     | 10    | 0      | 12    | 430:581       | − 151 | 9             | 49               |
| 09. | Gloucester RFC     | 22     | 7     | 2      | 13    | 533:537       | − 4   | 14            | 46               |
| 10. | Sale Sharks        | 22     | 7     | 1      | 14    | 471:595       | − 124 | 10            | 40               |
| 11. | Worcester Warriors | 22     | 5     | 2      | 15    | 466:662       | − 196 | 9             | 33               |
| 12. | Bristol Rugby (P)  | 22     | 3     | 0      | 19    | 382:707       | − 325 | 8             | 20               |

Die Punkte wurden wie folgt verteilt:
- 4 Punkte bei einem Sieg
- 2 Punkte bei einem Unentschieden
- 0 Punkte bei einer Niederlage (vor möglichen Bonuspunkten)
- 1 Bonuspunkt für vier oder mehr Versuche, unabhängig vom Endstand
- 1 Bonuspunkt bei einer Niederlage mit sieben oder weniger Punkten Unterschied

### Playoff
Halbfinale
| 20. Mai 2017 14:45 WESZ | Exeter Chiefs | 18 : 16       | Saracens                                                                        | Sandy Park, Exeter Zuschauer: 12.436 Schiedsrichter: Wayne Barnes |
| 20. Mai 2017 14:45 WESZ | Versuche: Nowell 42. erh. S. Simmonds 79. n.erh. Erhöhungen: Steenson (1/2) Straftritte: Steenson (2/2) 25., 30. | (6:6) Bericht | Versuche: Wyles 56. n.erh. Ellery 75. n.erh. Straftritte: Farrell (2/2) 4., 14. | Sandy Park, Exeter Zuschauer: 12.436 Schiedsrichter: Wayne Barnes |

| 20. Mai 2017 17:15 WESZ | Wasps RFC | 21 : 20         | Leicester Tigers                                                                                          | Ricoh Arena, Coventry Zuschauer: 29.051 Schiedsrichter: Matthew Carley |
| 20. Mai 2017 17:15 WESZ | Versuche: Beale 7. erh. Bassett 77. n.erh. Erhöhungen: Gopperth (1/2) Straftritte: Gopperth (3/4) 1., 23., 39. | (16:13) Bericht | Versuche: Betham 26. erh. Veainu 51. erh. Erhöhungen: F. Burns (2/2) Straftritte: F. Burns (2/2) 16., 20. | Ricoh Arena, Coventry Zuschauer: 29.051 Schiedsrichter: Matthew Carley |

Finale
| 27. Mai 2017 14:30 WESZ | Wasps RFC                                                                                                 | 20 : 23 n. V.   | Exeter Chiefs                                                                                                   | Twickenham Stadium, London Zuschauer: 79.657 Schiedsrichter: JP Doyle |
| 27. Mai 2017 14:30 WESZ | Versuche: Gopperth 40. erh. Daly 44. erh. Erhöhungen: Gopperth (2/2) Straftritte: Gopperth (2/2) 18., 54. | (10:14) Bericht | Versuche: Nowell 14. erh. Dollman 28. erh. Erhöhungen: Steenson (2/2) Straftritte: Steenson (3/3) 64., 80., 98. | Twickenham Stadium, London Zuschauer: 79.657 Schiedsrichter: JP Doyle |

| 15                 | Willie le Roux |     |     |     |
| 14                 | Christian Wade |     |     |     |
| 13                 | Elliot Daly    |     |     |     |
| 12                 | Jimmy Gopperth |     |     |     |
| 11                 | Josh Bassett   |     |     |     |
| 10                 | Danny Cipriani |     |     |     |
| 09                 | Dan Robson     | 58. |     |     |
| 08                 | Nathan Hughes  | 18. | 26. |     |
| 07                 | Thomas Young   | 64. |     |     |
| 06                 | James Haskell  |     |     |     |
| 05                 | Matt Symons    | 58. |     |     |
| 04                 | Joe Launchbury |     |     |     |
| 03                 | Phil Swainston | 27. |     |     |
| 02                 | Tommy Taylor   | 64. |     |     |
| 01                 | Matt Mullan    | 58. | 83. |     |
| Auswechselspieler: |                |     |     |     |
| 16                 | Ashley Johnson | 64. |     |     |
| 17                 | Simon McIntyre | 58. |     |     |
| 18                 | Marty Moore    | 27. | 83. |     |
| 19                 | Kearnan Myall  | 58. |     |     |
| 20                 | Guy Thompson   | 18. | 26. | 64. |
| 21                 | Joe Simpson    | 58. |     |     |
| 22                 | Alapati Leiua  |     |     |     |
| 23                 | Frank Halai    |     |     |     |
| Trainer:           |                |     |     |     |
| Dai Young          |                |     |     |     |

| 15                 | Phil Dollman       | 46. |
| 14                 | Jack Nowell        |     |
| 13                 | Ian Whitten        |     |
| 12                 | Ollie Devoto       | 76. |
| 11                 | Olly Woodburn      | 54. |
| 10                 | Gareth Steenson    |     |
| 09                 | Stu Townsend       | 49. |
| 08                 | Thomas Waldrom     |     |
| 07                 | Don Armand         |     |
| 06                 | Kai Horstmann      | 53. |
| 05                 | Geoff Parling      |     |
| 04                 | Dave Dennis        | 60. |
| 03                 | Harry Williams     | 50. |
| 02                 | Luke Cowan-Dickie  | 50. |
| 01                 | Ben Moon           | 50. |
| Auswechselspieler: |                    |     |
| 16                 | Jack Yeandle       | 50. |
| 17                 | Carl Rimmer        | 50. |
| 18                 | Tomas Francis      | 50. |
| 19                 | Mitch Lees         | 53. |
| 20                 | Sam Simmonds       | 60. |
| 21                 | Will Chudley       | 49. |
| 22                 | Henry Slade        | 46. |
| 23                 | Michele Campagnaro | 76. |
| Trainer:           |                    |     |
| Rob Baxter         |                    |     |

### Statistik
Meiste erzielte Versuche
|    | Name              | Versuche | Verein        |
| -- | ----------------- | -------- | ------------- |
| 1. | Christian Wade    | 17       | Wasps RFC     |
| 2. | James Short       | 11       | Exeter Chiefs |
| 3. | Jimmy Gopperth    | 10       | Wasps RFC     |
|    | Semesa Rokoduguni | 10       | Bath Rugby    |
|    | Denny Solomona    | 10       | Sale Sharks   |
|    | Olly Woodburn     | 10       | Exeter Chiefs |

Meiste erzielte Punkte
|    | Name            | Punkte | Verein             |
| -- | --------------- | ------ | ------------------ |
| 1. | Jimmy Gopperth  | 292    | Wasps RFC          |
| 2. | Stephen Myler   | 190    | Northampton Saints |
| 3. | Freddie Burns   | 183    | Bath Rugby         |
|    | Gareth Steenson | 183    | Exeter Chiefs      |
| 5. | Alex Lozowski   | 175    | Saracens           |

## RFU Championship
Die Saison der zweiten Liga, der RFU Championship, umfasste 22 Spieltage (je eine Vor- und Rückrunde). Während die am schlechtesten klassierte Mannschaft direkt in die dritte Liga abstieg, trugen die vier Bestplatzierten ein Playoff mit zweiteiligen Halbfinale und Finale aus. Der Finalsieger stieg in die Premiership auf.

### Tabelle
P = Promotion (Aufsteiger) aus der National Division One

R = Relegation (Absteiger) aus der Premiership
|     | Team                | Spiele | Siege | Unent. | Ndlg. | Spiel- punkte | Diff. | Bonus- punkte | Tabellen- punkte |
| --- | ------------------- | ------ | ----- | ------ | ----- | ------------- | ----- | ------------- | ---------------- |
| 01. | London Irish (R)    | 20     | 19    | 0      | 1     | 712:290       | + 422 | 15            | 91               |
| 02. | Yorkshire Carnegie  | 20     | 15    | 0      | 5     | 619:461       | + 158 | 14            | 74               |
| 03. | Ealing Trailfinders | 20     | 12    | 1      | 7     | 584:427       | + 157 | 10            | 60               |
| 04. | Doncaster Knights   | 20     | 12    | 0      | 8     | 514:424       | + 90  | 10            | 58               |
| 05. | Jersey Reds         | 20     | 11    | 0      | 9     | 459:451       | + 8   | 14            | 58               |
| 06. | Cornish Pirates     | 20     | 9     | 2      | 9     | 559:497       | + 62  | 15            | 55               |
| 07. | Bedford Blues       | 20     | 6     | 1      | 13    | 496:469       | − 73  | 15            | 41               |
| 08. | London Scottish     | 20     | 7     | 0      | 13    | 465:605       | − 140 | 12            | 40               |
| 09. | Nottingham RFC      | 20     | 7     | 1      | 12    | 419:542       | − 123 | 9             | 39               |
| 10. | Richmond FC (P)     | 20     | 5     | 0      | 15    | 347:585       | − 238 | 6             | 26               |
| 11. | Rotherham Titans    | 20     | 4     | 1      | 15    | 333:656       | − 323 | 4             | 22               |
| 12. | London Welsh 1      | 13     | 6     | 0      | 7     | 294:251       | + 43  | 9             | 0                |

Die Punkte wurden wie folgt verteilt:
- 4 Punkte bei einem Sieg
- 2 Punkte bei einem Unentschieden
- 0 Punkte bei einer Niederlage (vor möglichen Bonuspunkten)
- 1 Bonuspunkt für vier oder mehr Versuche, unabhängig vom Endstand
- 1 Bonuspunkt bei einer Niederlage mit sieben oder weniger Punkten Unterschied

### Playoff
Halbfinale
| 28. April 2017 19:45 WESZ | Ealing Trailfinders | 16 : 34 | Yorkshire Carnegie | Trailfinders Sports Ground, London Zuschauer: 966 |
| 28. April 2017 19:45 WESZ |                     |         |                    | Trailfinders Sports Ground, London Zuschauer: 966 |

| 30. April 2017 15:00 WESZ | Doncaster Knights | 3 : 35 | London Irish | Castle Park, Doncaster Zuschauer: 2.173 |
| 30. April 2017 15:00 WESZ |                   |        |              | Castle Park, Doncaster Zuschauer: 2.173 |

| 5. Mai 2017 19:45 WESZ | Yorkshire Carnegie | 18 : 20 | Ealing Trailfinders | Headingley Stadium, Leeds Zuschauer: 2.216 |
| 5. Mai 2017 19:45 WESZ |                    |         |                     | Headingley Stadium, Leeds Zuschauer: 2.216 |

| 6. Mai 2017 13:15 WESZ | London Irish | 39 : 22 | Doncaster Knights | Madejski Stadium, Reading Zuschauer: 4.644 |
| 6. Mai 2017 13:15 WESZ |              |         |                   | Madejski Stadium, Reading Zuschauer: 4.644 |

Finale
| 17. Mai 2017 19:45 WESZ | Yorkshire Carnegie | 18 : 29 | London Irish | Headingley Stadium, Leeds Zuschauer: 4.126 |
| 17. Mai 2017 19:45 WESZ |                    |         |              | Headingley Stadium, Leeds Zuschauer: 4.126 |

| 24. Mai 2017 19:45 WESZ | London Irish | 55 : 48 | Yorkshire Carnegie | Madejski Stadium, Reading Zuschauer: 7.830 |
| 24. Mai 2017 19:45 WESZ |              |         |                    | Madejski Stadium, Reading Zuschauer: 7.830 |